# 박상충
박상충(朴尙衷, 1332년 ~ 1375년)은 고려(高麗)의 문신(文臣)이자 학자(學者)이다. 본관은 반남(潘南)이고 자(字)는 성부(誠夫)이며 시호(諡號)는 문정(文正)이다.

## 생애
1355년 문과에 급제했으며 고려국 예조정랑 등의 직책을 지냈다. 신진사대부로 정도전 등과 가깝게 지냈다. 그의 아들은 여말선초의 문신인 박은(朴訔)이고 손윗처남은 고려의 충절(忠節)을 지킨 유림(儒林)의 수장(首長)으로 추앙(推仰)된 목은 이색(牧隱 李穡)이며 처조카는 고려 멸망 후 정도전(鄭道傳)이 숙청한 이종학(李種學)이다.
1375년 권신 이인임(李仁任)이 북원과의 외교 노선을 재개하려는 행위에 반발해 정도전이 유배되고, 박상충은 유배를 가는 도중 7월 5일에 고문치사했다. 향년 44세.

## 작품
《고려사》에는 일찍이 대언(代言) 임박(林樸)에게 시정을 풍자하는 내용의 시를 보냈는데, 임박은 이 시를 받고 대답하지 못하고 우물거리기만 하였다고 한다.
| 기시대언임박(寄詩代言林樸) |                                                      |
| 忠臣義士世相傳             | 충신(忠臣)과 의사(義士)가 대대로 전하여,             |
| 宗社生靈五百年             | 나라와 백성이 500년이나 되었도다.                    |
| 那料奸人能賣國             | 어찌 짐작이나 하였으랴! 간사한 인간이 나라를 팔아서, |
| 坐令逆黨得安眠             | 앉은 채로 역적들이 편안히 잠들게 할 줄을.            |

조선 초기에 정리된 《동문선》에 상승 경효왕 만장(上昇敬孝王挽章) 등 칠언고시 3수가 실려 있다.

## 박상충이 등장하는 작품

### TV 드라마
- 《정도전》(KBS, 2014년~2014년, 배우:김승욱)

## 같이 보기
- 임박
- 이인임
- 반남서원